# Velké Bílovice
Velké Bílovice (IPA: ˈvɛlkɛː ˈbiːlovɪtsɛ; történelmi név németül: Groß Billowitz) város Csehországban, a Dél-morvaországi kerület, Břeclavi járásban található. Lakosainak száma 3883 fő (2024. január 1.). A városban található mintegy 80 km-re északnyugatra Pozsony és 80 km-re északkeletre Bécs. Ez a legnagyobb bortermelő város Csehországban, több mint 730 hektár szőlőültetvény.

## Szomszédos települések
Velké Bílovice Vrbice, Ladná, Moravský Žižkov, Podivín, Velké Pavlovice, Rakvice és Čejkovice településekkel határos.

## Népesség
A település lakosságának változását az alábbi diagram mutatja:

## Képek
|  |  |  |
|  |  |  |